# Højene (Sankt Olai Sogn)
 For alternative betydninger, se Højene. (Se også artikler, som begynder med Højene)
Højene er den største bydel i Hjørring, med et indbyggertal på 10.000. Højene er specielt kendt for sin lokale sportsklub, Skibsby Højene Idrætsforening.
|  | Denne artikel om lokaliteten Højene (Sankt Olai Sogn) kan blive bedre, hvis der indsættes et (bedre) billede. Du kan hjælpe ved at afsøge Wikimedia Commons for et passende billede eller lægge et op på Wikimedia Commons med en af de tilladte licenser og indsætte det i artiklen. |

57°28′23″N 9°59′08″Ø / 57.47302°N 9.98554°Ø